# 恩斯特·海因里希·弗里德里希·迈耶
恩斯特·海因里希·弗里德里希·迈耶（Ernst Heinrich Friedrich Meyer，1791年1月1日—1858年8月7日）为德国植物学家及植物历史学家。